# 퇴화
퇴화란 생물의 몸 중 필요 없는 부분이 진화하면서 작아지거나 사라지는 것이다. 한 예로 사람의 꼬리를 들 수 있다.

## 같이 보기
- 진화